# OMC-2

La Nebulosa di Orione.

OMC-2 (sigla di Orion Molecolar Cloud 2) è una nube molecolare interna alla Nebulosa di Orione.
Si estende circa 12' a nord-est dell'ammasso del Trapezio e contiene al suo interno un ammasso di stelle in formazione che emettono radiazione infrarossa; è una delle regioni di formazione stellare più attive della Nebulosa di Orione.